# 消費者関連専門家会議
公益社団法人消費者関連専門家会議（しょうひしゃかんれんせんもんかかいぎ、英名The Association of Consumer Affairs Professionals 、英文略称ACAP エイキャップ）は、内閣総理大臣認定の公益社団法人。
企業内の消費者関連担当者（お客様相談部門など）の専門家を中心に構成される組織で、規模・業種を問わず様々な企業・団体が加入している。担当者の育成や公演活動をはじめ、企業間での情報交換、行政機関との提言・意見交換を行っている。また消費者関連担当者の立場から一般消費者への各種情報周知、提言を行っている。

## 概要
- 所在：東京都新宿区新宿1-14-12 玉屋ビル5階
- 設立：1985年5月25日
  - 2012年4月より内閣総理大臣認定の公益社団法人となる。
- 理事長：村井 正素
- 正会員数：728名（562社）（2020年2月現在）